# Château de Lécluse
Le château de Lécluse est situé sur la commune de Neuilly-le-Réal (France).

## Localisation
Le château est situé sur la commune de Neuilly-le-Réal, dans le département de l'Allier, dans la région Auvergne-Rhône-Alpes.

## Description
À l'origine c'est un ensemble fortifié qui date du Moyen Âge. Le château est reconstruit au début du XVIIe siècle, à la manière bourbonnaise, en briques polychromes et pierres. De plan de masse, il est précédé, à l'est, d'une cour bornée par des douves. Dans les années 1860, d'importants travaux sont entrepris avec la réalisation de quatre tours aux angles du château, une aile de communs et un pavillon carré utilisé comme garde-manger et lingerie. Une chapelle à portail de style néo-Renaissance est également édifiée. Un jardin est aménagé au nord abritant une orangerie et un bûcher tandis qu'un pigeonnier se dresse à l'ouest.

## Histoire
Le château fait l'objet d'une inscription au titre des monuments historiques depuis le 23 février 2012.

## Protection
Éléments protégés : le château en totalité, y compris la tour isolée, la chapelle, les communs, le pigeonnier, l'orangerie, les murs et grilles de clôture, les douves et le plan d'eau.